# Cecile Emeke
 (février 2017).
Si vous disposez d'ouvrages ou d'articles de référence ou si vous connaissez des sites web de qualité traitant du thème abordé ici, merci de compléter l'article en donnant les références utiles à sa vérifiabilité et en les liant à la section « Notes et références ».
Cecile Emeke, née à Londres, est une artiste, écrivaine et réalisatrice britannique d'origine jamaïcaine, connue pour la série documentaire Strolling ainsi que pour le court-métrage devenu websérie, Ackee & Saltfish. En 2015 elle est nommée un des « Hot Shots » du périodique Broadcast. 

## Carrière
En 2014, elle lance Ackee & Saltfish, un court-métrage qui suit la vie de deux femmes londoniennes. En 2015 le film a été adapté en série web avec cinq épisodes et puis repris par la BBC en 2016. Le titre est tiré du nom d'un plat traditionnel jamaïcain à la morue.
Dans sa série documentaire de 2014, Strolling, elle mène des entretiens avec des afrodescendentes et afrodescendants du Royaume-Uni, touchant aux questions de l'afrofuturisme et la diaspora africaine, entre autres. Le projet est depuis repliqué à plusieurs reprises dans différents pays non anglophones, portant un nom différent à chaque édition : ¨Passegiando en Italie, Wandelen aux Pays-Bas,  et Flanêr en France (filmé à Paris). Strolling c'est depuis réalisé aux États-Unis et en Jamaïque.
En 2016, Emeke a été convoquée pour réaliser un épisode de la série Insecure, de HBO.
Elle se définit comme afro-féministe.

## Filmographie
- Fake Deep, 2014
- Kebab (court-métrage), 2014
- Strolling : UK, 2014 - 2015
- Ackee & Saltfish (court-métrage), 2014
- Ackee & Saltfish (série web), 2015
- Flanêr, 2015
- Passegiando, 2015
- Wandelen, 2015
- Lines, Dazed (documentaire court-métrage), 2015
- Wilton (court-métrage, pour Channel 4), 2016
- Strolling : USA, 2016
- Strolling : Jamaica, 2016
- Ackee & Saltfish (dans le programme Comedy Feeds de la BBC), 2016
- Insecure (1 épisode, pour HBO), 2016
- The Ancestors Came, 2017
- In the Long Run (2 épisodes), 2018

Source,, :

## Distinctions
- 2015 : « Hot Shots » du périodique Broadcast
- 2015 : Prix Screennation Digital Vanguard[1]